# كعلبة
الكُعْلُبَة أو نمل زارع الفطر أو أَتّا (الاسم العلمي Atta)، جنس النمل من العالم الجديد من فُصيلة المرميكية.تحتوي على 17 نوعًا معروفًا على الأقل. هو جنس من نمل الغابات المنتشر في أمريكا، له نشاط مُلاحظ في زراعة أنواع معينة من الفطر التي تشكل جانبًا رئيسيًا من غذائه. على تربة خاصة تصنعها شغالاته من الدبال وتحشو بها أنفاقًا تحفرها تحت الأرض.

## روابط خارجية
- BBC archive video of Atta Leaf-cutter ants
- Bristol Zoo factsheet